# Aloisius Ludwig Minkus
Aloisius Ludwig Minkus (Velké Meziříčí, 23 marzo 1826 – Vienna, 7 dicembre 1917) è stato un violinista e compositore austriaco vissuto sotto l'impero asburgico.
Minkus è famoso soprattutto per i balletti che compose durante i suoi anni alla corte dei Teatri Imperiali di San Pietroburgo come “Primo compositore di balletto”, posto che occupò dal 1871 fino alla sua abolizione nel 1886. Continuò a comporre musica regolarmente per i Teatri Imperiali fino al 1891, anno in cui si ritirò a Vienna. Minkus scrisse quasi tutta la sua musica per i maestri del balletto Arthur Saint-Léon e Marius Petipa. I suoi balletti più famosi sono La Source (del 1866, composta con Léo Delibes), Don Chisciotte (1869) e La Bayadère (1877).
Oltre a composizioni originali, egli aggiunse spesso brani a partiture già esistenti, tra cui ad esempio le aggiunte al revival fatto da Petipa nel 1881 del balletto Paquita: Minkus per l'occasione scrisse il Grand pas classique, il Pas de trois (famoso anche come  Pas de trois di Minkus) e la Polonaise e mazurca dei bambini.
Inoltre Minkus riorchestrò ed aggiunse musiche per il revival di Petipa di Giselle, molte delle quali sono diventate parte integrante della partitura di Adolphe Adam.

## Biografia

### L'infanzia
Non si possiedono dettagliate informazioni riguardo alla vita di Minkus. Sappiamo che si sposò con una certa Madame Minkus e che ebbe una figlia di nome Lyubov. Non sappiamo quali siano state le principali influenze musicali della sua infanzia ma è certo che fu un grande virtuoso del violino. Ad un certo punto della sua giovinezza si trasferì a Vienna, dove visse alcuni anni. Qui iniziò a studiare composizione e mostrò un vero talento componendo brani da sala per il violino, cinque dei quali furono pubblicati negli anni 1846-47. In questi anni iniziò anche a condurre un'orchestra.
All'inizio del 1846, l'allora diciannovenne Minkus si trasferì a Parigi, dove fece carriera come violinista e direttore d'orchestra. Nel 1853 emigrò a San Pietroburgo, in Russia, diventando il direttore dell'orchestra privata del principe Nikolai Borisovich Yusupov fino al 1856. Dal 1856 fino al 1861 Minkus suonò come primo violino nell'orchestra del Teatro Bol'šoj di Mosca e subito dopo gli venne offerto la prestigiosa posizione di primo violino e direttore di orchestra dell'Opera Imperiale italiana di quel teatro. Nel 1861 Minkus fu nominato maestro concertista del Bol'šoj e nel 1866 professore di violino del nuovissimo Conservatorio di Mosca. Nel 1864 diventò "Ispettore delle orchestre dei teatri imperiali".

### La maturità
Minkus in quegli anni sviluppò una stretta amicizia con il maestro di balletto francese Arthur Saint-Léon che nel 1862 gli commissionò la partitura per la revisione del balletto Orfa, nuovo allestimento per il Bol'šoj del balletto del 1852 con la coreografia di Jean Coralli e la musica di Adolphe Adam. Il balletto fu un vero successo. A quel tempo Saint-Léon era uno dei coreografi più famosi in Europa e nel 1860 fu nominato "Primo maître de ballet in capo", una carica che gli richiedeva di risiedere occasionalmente a Mosca per allestire i lavori per il Bol'šoj.
L'"entr'acte" che Minkus compose per l'Orfa di Saint-Léon fu la prima composizione per il balletto. Nel marzo del 1863, Saint-Léon commissionò a Minkus la partitura del suo primo balletto a serata intera dal titolo "La fiamma dell'amore o la salamandra", meglio noto con il titolo di Fiametta, che fu rappresentato per la prima volta il 12/24 novembre 1863 (secondo le date del calendario giuliano/calendario gregoriano) con enorme successo al Bol'šoj di Mosca. Saint-Léon poi montò il lavoro con un altro allestimento con il titolo di Fiametta o il diavolo in amore  a San Pietroburgo per i Balletti Imperiali. La prima fu eseguita con successo il 13/25 febbraio 1864 al Teatro imperiale Bol'šhoi Kamennyj. Minkus in seguito accompagnò Saint-Léon anche nella terza edizione del balletto fatta per l'Opéra national de Paris, andato in scena l'11 luglio 1864. Ancora il titolo del balletto fu cambiato in  Neméa.
Tramite questa associazione con Saint-Léon e il balletto imperiale di San Pietroburgo, Minkus arrivò all'attenzione del grande coreografo Marius Petipa.
Marius Petipa arrivò alla capitale imperiale nel 1847 come Primo ballerino dei Teatri Imperiali ma anche come assistente del grande Première maître de ballet en chef Jules Perrot. Quando Perrot lasciò per sempre la Russia nel 1859, Petipa fu nominato Maestro di balletto in seconda dopo il grande successo del suo balletto La figlia del faraone su musica di Cesare Pugni, il compositore di balletto di corte fin dal 1850. Pugni però, a causa anche del suo alcolismo, era ormai alla fine della carriera Saint-Léon e Petipa iniziarono a chiedere aiuto a Minkus.
Un famoso brano composto da Minkus durante questo periodo fu la variazione aggiunta al revival di Petipa di Giselle (1866), allestito per la ballerina Adèle Grantzow. Per questa variazione Minkus cambiò la musica del corteggiamento tra Giselle ed Albrecht del primo atto in un Leitmotif, convertendola in un valzer. Nel fare questo, confermava semplicemente il principio strutturale già presente nel balletto, che richiama sia il motivo delle Villi che la coda del passo a due del Raccolto (per ricordare il nome di Giselle) all'inizio del secondo atto. Questa variazione fu aggiunta al Grand pas de deux nel secondo atto per la Grantzow e ne è diventata parte da allora.
Nell'autunno del 1866 Minkus fu invitato da Saint-Léon ad accompagnarlo a Parigi per allestire un nuovo lavoro per il Teatro Imperiale dell'Opéra. Fu così che nacque La source, scritta insieme al compositore francese Léo Delibes: Minkus scrisse il primo atto e la seconda scena del secondo atto mentre Delibes scrisse il secondo atto e la prima scena del terzo atto. Il balletto debuttò il 12 novembre 1866 con scarso successo.
Nel 1869 Petipa fu chiamato a Mosca per allestire un balletto per il Bol'šoj basato sul Don Chisciotte di Cervantes. Invece di rivolgersi all'ormai inaffidabile Cesare Pugni, Petipa commissionò la partitura a Minkus il quale scrisse una musica ricca di melodie spagnoleggianti. Il balletto debuttò il 14 dicembre 1869 con grande successo.
Minkus compose altri due balletti per Saint-Léon, sempre a San Pietroburgo, Le Poisson doré nel 1867 basato sul poema di Aleksandr Sergeevič Puškin Fiaba del pescatore e del pesciolino e la stravaganza orientale Le Lys nel 1869 per il quale Minkus usò sezioni da lui scritte per La Source. Tutti e due i balletti furono un fallimento catastrofico per Saint-Léon al punto tale che il contratto con i Teatri Imperiali non venne rinnovato ed egli ritornò a Parigi, dove morì nel 1870.

### La celebrità
Non molto dopo la morte di Saint-Léon, Petipa fu nominato Premièr Maître de Ballet en Chef per i Teatri Imperiali di San Pietroburgo. Nel gennaio 1870 il principale collaboratore di Petipa, il compositore Pugni, morì. Petipa allestì una nuova versione del Don Chisciotte e Minkus riscrisse completamente la partitura. Il balletto debuttò il 9 novembre 1871 e diventò immediatamente un classico con grande fama di Minkus per aver scritto una partitura molto efficace. Questo successo fece guadagnare al compositore il posto di "Compositore per il balletto per la corte di sua Maestà Imperiale" per il modesto salario di 2000 rubli all'anno (raddoppiato dall'Imperatore Alessandro nel 1878).
Don Chisciotte segnò l'inizio di una fertile collaborazione tra Minkus e Petipa che portò alla creazione di una serie di capolavori negli anni 1870 - 1880, incluso una delle più grandi partiture di Minkus nonché l'ultimo capolavoro di Petipa: La Bayadère nel 1877.
In questo periodo Minkus continuò a suonare il violino come professionista. Fu, ad esempio, il secondo violino nell'ensemble che debuttò a Mosca il 28 marzo 1871 nel Quartetto per archi n. 1 in RE, op. 11 di Čajkovskij.
Nel maggio del 1883 Minkus scrisse la musica per il balletto La Nuit et le Jour di Petipa, una fastosa danza di celebrazione allestita per celebrare l'incoronazione dell'imperatore Alessandro III. L'imperatore, un fanatico ballettomane, insignì Minkus dell'Ordine di San Stanislao per la splendida partitura.
Nel 1886 Minkus scrisse per Petipa quella che fu l'ultima partitura nel ruolo di compositore ufficiale per il balletto dei Teatri Imperiali: Les Pilules magiques. Il balletto debuttò a febbraio nella nuova sede, il Teatro Imperiale Mariinsky.

### Il ritiro
Lo stesso anno Ivan Vsevolozhsky, direttore dei Teatri Imperiali di San Pietroburgo, abolì il posto di Minkus per diversificare la musica da balletto. Minkus ufficialmente si ritirò subito dopo e nel novembre di quell'anno diede una sontuosa serata d'addio per beneficenza.
Contrariamente a quanto si crede, Petipa preferiva lavorare con compositori specializzati in partiture per balletto poiché si riteneva che i compositori sinfonici non fossero adatti a comporre per il balletto. Anche dopo il grande successo de La vestale  nel 1888  e La bella addormentata nel 1890, Petipa chiamò Minkus per comporre la musica del balletto Kalkabrino che debuttò il 13 (25) febbraio del 1891. La musica venne giudicata un capolavoro dai critici del tempo e fu considerata la migliore partitura del compositore (l'unica parte rimasta oggi è una variazione orchestrata per un assolo d'arpa incluso nel Paquita grand pas classique del Kirov). Nonostante il grande successo, Kalkabrino fu l'ultima partitura di Minkus per il Balletto Imperiale e anche l'ultima sua composizione nota. Egli lasciò la Russia per sempre nell'estate del 1891, si trasferì a Vienna e visse con la figlia Lyubov Minkusovna, che aveva danzato nel corpo di ballo dei Balletti Imperiali fino a quattro anni prima della morte, avvenuta nel 1910.
Minkus visse gli ultimi anni della sua vita a Vienna con un piccolo vitalizio derivante dal tesoro Imperiale fino a che gli eventi della prima guerra mondiale e della rivoluzione russa del 1917 costrinsero ad un taglio netto delle spese, lasciando il musicista in estrema povertà fino alla morte, avvenuta per polmonite il 7 dicembre 1917.

## Il nome di Minkus
C'è un po' di confusione riguardo al nome di Minkus. In Russia e in altre parti dell'Europa dell'Est il compositore è noto con il nome di Ludwig mentre in Occidente è noto con il doppio nome di Léon Feodorovich. Egli nacque con il nome di Aloisius Ludwig, fatto che ha creato qualche perplessità tra gli storici in quanto sia Aloisius che Ludwig si traducono con Luigi. Quando raggiunse la posizione di primo violinista per il Teatro Imperiale Bolshoi di Mosca nel 1856 il suo nome diventò Ludwig Minkus.
Tutti i libretti per i quali scrisse la musica nel periodo imperiale e tutte le recensioni del tempo lo citano con il nome di signor Minkus, L. Minkus o Ludwig Minkus. Nel certificato di morte stilato a Vienna nel 1917 si trova scritto Ludwig Minkus, compositore.
La prima apparizione nota dei due nomi Léon Feodorovich si legge in una riduzione per piano del Grand pas classique da Paquita del 1937. La musica fu ricavata dalle parti orchestrate usate dalla compagnia di Anna Pavlova negli anni 1910-1920. I programmi delle rappresentazioni della Pavlova lo citano anche con il nome di Ludwig Minkus. Questa composizione a quel tempo era una delle pochissime disponibili al di fuori dei confini dell'Unione Sovietica e forse questi due nomi derivano da questa riduzione per piano.

## La musica di Minkus
Il fatto che Minkus sia presto caduto nel dimenticatoio ha molto a che fare con il modo in cui la musica per balletto veniva creata e trattata durante il periodo del suo incarico come Primo compositore del Balletto Imperiale nella Russia zarista. In quel periodo, in Russia come in altre parti d'Europa, il coreografo aveva pieno dominio sulla partitura fornitagli dal compositore. I balletti del diciannovesimo secolo erano un'unione di danza e mimo e la musica doveva essere soprattutto "dansante" con melodie leggere e vivaci e strutture ritmiche poco complicate e regolari, capaci di sottolineare i movimenti del balletto classico. La musica per le scene di mimo e le scene d'azione ricalcavano il dramma teatrale e accompagnavano l'azione. Minkus aveva un contratto per comporre musica su richiesta e quindi era costretto a nuove partiture in ogni stagione come pure a rivedere costantemente la musica dei numerosi revival di Petipa.
Come molti dei compositori specializzati in balletto venuti prima di lui, Minkus componeva la maggioranza delle partiture durante le prove mentre il coreografo componeva le danze. Il musicista metteva in pratica le istruzioni dettagliate del coreografo, componendo così musica "su ordinazione". Anche Čajkovskij subì la stessa sorte per La bella addormentata e  Lo schiaccianoci, che si vide anche cambiate le partiture da Petipa.
Spesso Minkus scriveva quattro o cinque passaggi melodici per una variazione in modo che il coreografo potesse scegliere quelli a lui più congeniali cosicché la musica veniva tagliata su misura per adattarsi a qualsiasi cambiamento. Molte delle partiture originali di Minkus contengono numerose ripetizioni opzionali di varie frasi, anticipando così i tagli durante la produzione. C'erano momenti in cui Minkus componeva musica per grandi ensembles (un'ouverture, quattro o cinque passaggi melodici e una chiusura) che poi veniva assemblata dal coreografo a seconda di quanta musica gli serviva. Ancor più interessante, c'erano momenti in cui la musica che doveva essere composta per un pas era già stata coreografata in un altro balletto.
A Minkus veniva spesso richiesto di interpolare la musica di altri compositori all'interno dei suoi lavori, sempre agli ordini della ballerina che voleva danzare la sua variazione preferita presa da un altro balletto. Queste interpolazioni spesso richiedevano che la musica inserita in mezzo ad altri brani fosse adattata per permettere transizioni coerenti.

## Lo stile
La maggior parte della musica per balletto di Minkus è in tempo doppio o triplo (2/4, 4/4, 3/4, 6/8 e 12/8) ma occasionalmente compose danze in 5/4, 7/4 e anche alternando dai 4/4 ai 3/4, come si nota nella Danse des esclaves da La Bayadère. Il tempo di 3/4 è comunque quello maggiormente usato: danzatrici del tempio, ninfe, zingare, toreri, rajah, contadine, fate, dèi, principi e principesse, re e regine, che fossero vivi o fantasmi, tutti danzavano sul ritmo di valzer.
Uno dei punti di forza riconosciuti a Minkus era l'abilità di creare una vasta varietà di melodie, vale a dire l'elemento principale sul quale si giudicava la musica da balletto nel diciannovesimo secolo.
Lo storico del balletto Konstantin Skalkovsky racconta nel suo saggio In the Theatre World (Nel mondo del teatro) che "la marcia di Minkus tratta dal suo balletto del 1878 Roxana, la bellezza del Montenegro era il pezzo preferito da Alessandro II di Russia, che in genere non amava la musica. Molti plotoni delle Forze Armate di Terra russe assediarono Pleven al ritmo di questa marcia."
L'altro grande talento di Minkus era per la composizione per violino e arpa solista. Le sue composizioni furono scritte tenendo a mente i talenti del violinista Leopold Auer e dell'arpista Albert Zabel, entrambi nell'orchestra dei Teatri Imperiali.
L'orchestra diretta da Minkus era grande, una delle sue partiture per la Russia Imperiale cita gli strumenti a corde, i flauti, l'ottavino, i clarinetti, il corno, l'oboe, i bassi, il contrabbasso, tre tromboni, il trombone basso, due corni inglesi, quattro corni francesi, trombe, tuba, spesso due arpe, percussioni, timpani, triangolo, tamburello e il glockenspiel. Occasionalmente Minkus usava anche il gong, il piano e le nacchere.

## Opere
Balletti originali
- Fiametta (1863)
- La Source (1866)
- Le Poisson doré (1866)
- Le Lys (1869)
- Don Chisciotte (1869)
- La Camargo (1872)
- Le Bandits (1875)
- Le avventure di Peleus (1876)
- La Bayadère (1877)
- Roxana, la bellezza del Montenegro
- Snegurochka (1879)
- Frizak il barbiere (noto come Il doppio matrimonio) (1879)
- Mlada (1879)
- Zoraiya (1881)
- La nuit et le jour (1883)
- Les Pilules magiques (1886)
- I sacrifici di Cupido (anche noto come L'Offrandes à l'Amour) (1886)
- Kalkabrino (1891)

Revisioni e materiale supplementare
- Ondine -  Partitura originale del balletto di Cesare Pugni (1843) con revisioni e aggiunte di Minkus (1874).
- Sogno di una notte di mezza estate - Musica del balletto di Felix Mendelssohn con aggiunte Ludvig Minkus. 1876
- Il pas de deux Sobeshchanskaya  - pas de deux supplementare composto da Minkus appositamente per la Prima Ballerina del Bolshoi Anna Sobeshchanskaya. (1877)
- La Fille du Danube (Revival del balletto, 1880)
- Le papillon (1874) - Musica del balletto di Jacques Offenbach, aggiunte di Minkus
- Paquita - Partitura originale del balletto di Édouard Deldevez, (1846). Aggiunte di Ludwig Minkus (1881).
- Pâquerette (Revival del balletto, 1882)
- Giselle - Partitura originale del balletto di Adolphe Adam con aggiunte di Frédéric Burgmüller, (1841). Revisioni, nuova orchestrazione e aggiunte di Ludvig Minkus, (1884).
- Le Diable à Quatre - (Revival del balletto, 1885)

Composizioni per violino e pianoforte
- Chant d'été, Op. 10 Nº1, Mosca, P. Jurgenson, s.d.
- Schlummerlied, Op. 10 Nº2, Mosca, P. Jurgenson, s.d.